# Ок-Харбор (Вашингтон)
Ок-Харбор (англ. Oak Harbor) — город в округе Айленд в штате Вашингтон в Соединённых Штатах Америки.
По данным переписи 2020 года в США, население города составляло 24 622 человека.

## История
В доколумбову эпоху землю, где сейчас построен Ок-Харбор, населяли коренные американцы из племени нижние скагиты.
Город заметно вырос после завершения строительства моста Deception Pass Bridge 31 июля 1935 года, который соединил его с островом Фидалго,  и военно-морской авиабазы Уидби  21 сентября 1942 года.

## География
Ок-Харбор расположен на острове Уидби примерно в 48 км к северу от Сиэтла и является крупнейшим городом острова наряду с Купвиллом (1723 человек; административный центр округа), Фрилендом (1313 человек) и Лангли (959 человек). Доступ по суше возможен только через перевал Десепшен.
По данным Бюро переписи населения США, общая площадь города составляет 9,47 квадратных миль (24,53 км2), из которых 9,42 квадратных миль (24,40 км2) — это суша, а 0,05 квадратных миль (0,13 км2) — вода.